# Muriel Wimmer
Muriel Wimmer (nacida en 1994) es una actriz alemana de cine, teatro y televisión.

## Carrera
Wimmer inició su carrera en las pantallas alemanas actuando en la serie de televisión KDD – Kriminaldauerdienst en 2008. Acto seguido apareció en la popular serie Tatort con Klaus J. Behrendt y Dietmar Bär . En la década de 2010 apareció en varias producciones para cine y televisión en su país, entre las que destacan Little Thirteen, Spieltrieb, Die Pilgerin, Alerta Cobra, Die Kinder der Villa Emma y más recientemente Der vierte Mann.

## Filmografía

### Cine y televisión
- 2008: KDD – Kriminaldauerdienst
- 2008: Tatort
- 2010: Rosannas Tochter
- 2010: Die Kinder von Blankenese
- 2012: Little Thirteen
- 2013: Polizeiruf 110
- 2013: Spieltrieb
- 2013: Schimanski – Loverboy
- 2014: Die Pilgerin
- 2014: Die Chefin
- 2014: Das Lächeln der Frauen
- 2015: Die Himmelsleiter
- 2015: Die Mutter des Mörders
- 2015: Tatort
- 2016: Die 7. Stunde
- 2016: Die Kinder der Villa Emma
- 2016: Alarm für Cobra 11
- 2017: Der gleiche Himmel
- 2018: Der Taunuskrimi
- 2018: Lifelines
- 2019: Der vierte Mann